# Morele paniek

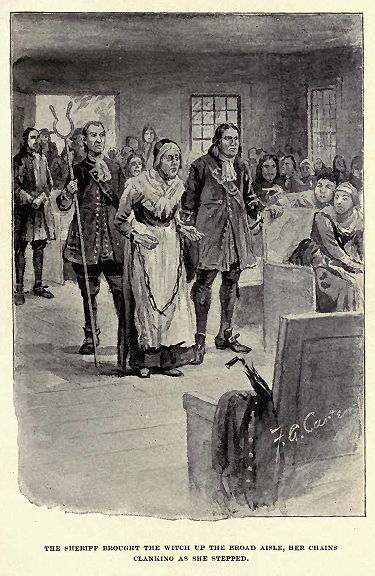
De heksenprocessen van Salem in Amerika begonnen in 1692 en resulteerden in zeker 24 ter dood veroordelingen. Pas toen vooraanstaande mensen beschuldigd werden van hekserij, stopten de processen en verdween de morele paniek.

Morele paniek is een buitenproportionele, vijandige en gemediatiseerde reactie op een situatie of technologie, een persoon of groep, die waarden en normen lijken te bedreigen. Het begrip verklaart maatschappelijke angstreacties die niet in verhouding staan tot de ernst, het risico, de schade of de dreiging. Morele paniek is een sleutelbegrip uit de sociologie en criminologie en zou voor het eerst gebruikt zijn door Marshall McLuhan in 1964. Jock Young introduceerde het in 1971 in de criminologie en Stanley Cohen zorgde voor een algemene bekendheid. In zijn klassieker Folk devils and moral panics uit 1973 beschrijft hij de jeugdbendes de ‘Mods’ en de ‘Rockers’.

## Fasen
Morele paniek verloopt gefaseerd en begint met een stereotiepe en overdreven voorstelling van een gebeurtenis. Daarna wordt die gebeurtenis geassocieerd met schijnbaar soortgelijke gevallen en gepresenteerd als symptomatisch voor een sluimerend maatschappelijk probleem. Vervolgens wakkeren doemscenario’s de angst en onrust aan en escaleert het geheel tot er justitiële, politionele of juridische maatregelen komen. Soms ebt de paniek na een korte tijd weg, soms duurt de golf zo lang dat het zelfbeeld van de samenleving erdoor verandert.
Voor de invloed op de samenleving maakt het weinig uit of de oorzaak van de morele paniek wel of niet een hersenschim is. Hier geldt het zogenaamde Thomas-theorema: als mensen situaties als werkelijk definiëren, zijn zij werkelijk in hun gevolgen. Niet de situatie zelf, maar de perceptie ervan geeft de doorslag.

## Voorbeelden

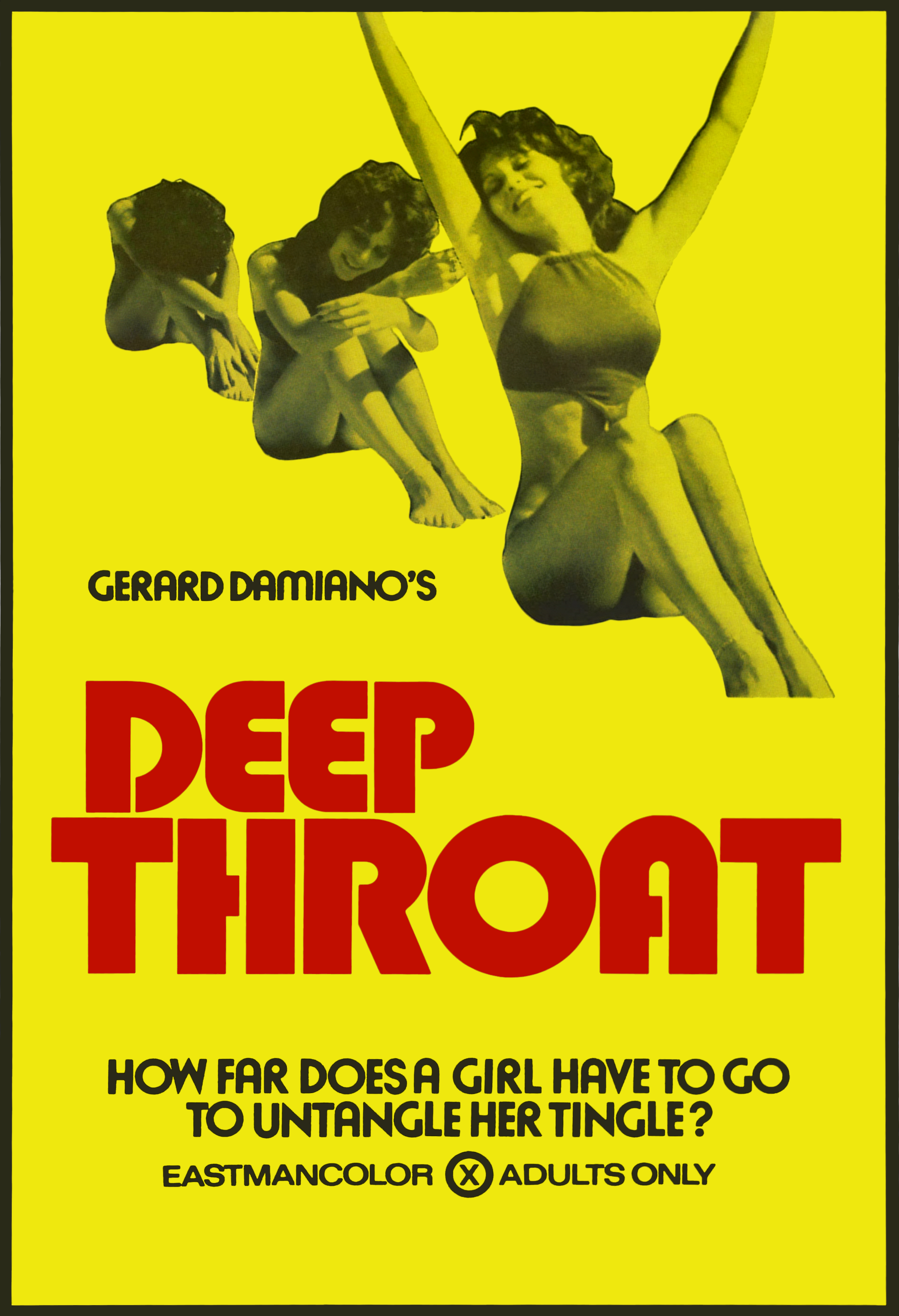
De pornografische film Deep Throat uit 1972 veroorzaakte paniek

Voorbeelden van morele paniek zijn legio: 
- Satanisch ritueel misbruik
- De heksenjacht en de processen zoals die in Salem
- Vloek van de farao
- De gevolgen van masturbatie
- De paniek die in 1938 ontstond door het radiohoorspel The War of the Worlds
- De zorgen over genetisch gemanipuleerde voeding
- De invloed van televisiegeweld of in games zoals in Canis Canem Edit en de GTA-reeks
- Imitatiegedrag van jongeren bij het zien van pornografie zoals in de film Deep Throat, druggebruik, voetbalvandalisme
- De negentiende-eeuwse angst om levend begraven te worden, leidde in 1868 tot het patent op de lijkkist met een ladder voor een uitvinder uit New Jersey
- In het Engelse Middlesbrough worden in 1987 121 kinderen uit hun huizen geplaatst na misbruik. Artsen gebruikten de techniek 'reflex anale oprekking' waarbij ze de billen uit elkaar schuiven en de anus bestuderen. Later bleek de techniek onwetenschappelijk en met de meeste kinderen was niets aan de hand.
- De angst voor de atoombom tijdens de koude oorlog.
- De angst voor ongrijpbare vijanden zoals al-Qaeda, fijnstof, dioxine, zendmasten.
- De angst voor de slechte invloed van een reeks nieuwe muziekgenres, zoals jazz, rock-'n roll, hiphop en metal.
- De angst voor de slechte invloed van een reeks nieuwe media, zoals de radio, de televisie, het internet en sociale media.

## Kritiek
Het begrip is de afgelopen decennia geadapteerd, uitgebreid en bekritiseerd. Een eerste kritiek is dat gebeurtenissen soms te gemakkelijk als morele paniek worden bestempeld. Een tweede kritiek zegt dat het begrip soms ten onrechte geassocieerd wordt met collectieve waanvoorstellingen en urban legends. Ten slotte is er de moeilijkheid om de disproportionaliteit te bepalen.